# Darius Miller
Darius Tiyon Miller (Maysville, Kentucky; 21 de marzo de 1990) es un jugador de baloncesto estadounidense que actualmente se encuentra sin equipo. Con 2,03 metros de estatura, juega en la posición de alero.

## Trayectoria deportiva

### Universidad
Jugó durante cuatro temporadas con los Wildcats de la Universidad de Kentucky, en las que promedió 8,2 puntos, 3,2 rebotes y 1,8 asistencias por partido. En su última temporada se proclamó campeón de la NCAA tras derrotar en la final a Ohio State por 67-59, consiguiendo 5 puntos y 6 rebotes salindo desde el banquillo. Ese año fue elegido mejor sexto hombre de la Southeastern Conference.
Nada más finalizar la temporada fue uno de los seis Wildcats, junto con Anthony Davis, Michael Kidd-Gilchrist, Marquis Teague, Terrence Jones y Doron Lamb en presentarse al Draft de la NBA.

### Profesional
Fue elegido en la cuadragésimo sexta posición del Draft de la NBA de 2012 por New Orleans Hornets, con los que debutó el 31 de octubre ante San Antonio Spurs, logrando 3 puntos y 2 asistencias.
El 25 de julio de 2014, Miller renovó su contrato con los Pelicans. Sin embargo, Miller fue despedido por los Pelicans el 30 de noviembre de 2014.
El 6 de julio de 2017, se anunció su regreso a la NBA tras jugar durante dos temporadas en el Brose Bamberg alemán, firmando de nuevo por los New Orleans Pelicans.
Antes del comienzo de la temporada 2019-20, el 29 de agosto de 2019, Miller sufre una lesión en el tendón de Aquiles, que le apartará del equipo para la mayor parte de la temporada.
El 24 de noviembre de 2020 es enviado a Oklahoma City Thunder en un traspaso entre cuatro equipos. Pero el 8 de abril de 2021, es cortado por los Thunder tras 18 encuentros.

## Estadísticas de su carrera en la NBA

### Temporada regular
| Año     | Equipo      | PJ  | PT | MPP  | %TC  | %3P  | %TL   | RPP | APP | ROB | TPP | PPP |
| ------- | ----------- | --- | -- | ---- | ---- | ---- | ----- | --- | --- | --- | --- | --- |
| 2012-13 | New Orleans | 52  | 2  | 13.3 | .407 | .393 | 1.000 | 1.5 | .8  | .3  | .2  | 2.3 |
| 2013-14 | New Orleans | 45  | 7  | 16.1 | .440 | .325 | .806  | 1.2 | 1.0 | .5  | .2  | 4.4 |
| 2014-15 | New Orleans | 5   | 1  | 8.6  | .143 | .000 | .000  | .2  | .4  | .2  | .0  | .4  |
| 2017-18 | New Orleans | 82  | 3  | 23.7 | .444 | .411 | .866  | 2.0 | 1.4 | .3  | .2  | 7.8 |
| 2018-19 | New Orleans | 69  | 15 | 25.5 | .390 | .365 | .789  | 1.9 | 2.1 | .6  | .3  | 8.2 |
| Total   | Total       | 253 | 28 | 20.4 | .418 | .382 | .830  | 1.7 | 1.4 | .4  | .2  | 6.0 |

### Playoffs
| Año   | Equipo      | PJ | PT | MPP  | %TC  | %3P  | %TL   | RPP | APP | ROB | TPP | PPP |
| ----- | ----------- | -- | -- | ---- | ---- | ---- | ----- | --- | --- | --- | --- | --- |
| 2018  | New Orleans | 9  | 0  | 18.0 | .412 | .375 | 1.000 | 2.2 | 1.2 | .6  | .0  | 4.8 |
| Total | Total       | 9  | 0  | 18.0 | .412 | .375 | 1.000 | 2.2 | 1.2 | .6  | .0  | 4.8 |